# Đội tuyển bóng đá bãi biển quốc gia Hàn Quốc

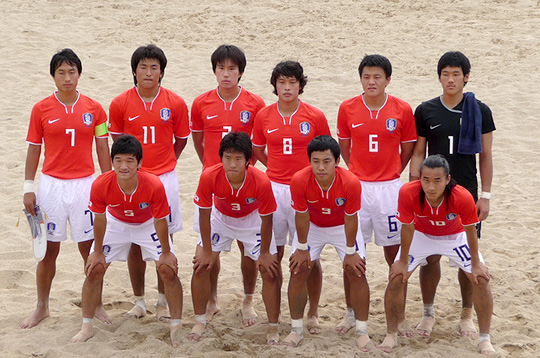
Cầu thủ tại Đại hội thể thao bãi biển châu Á 2008.

Đội tuyển bóng đá bãi biển quốc gia Hàn Quốc đại diện Hàn Quốc ở các giải thi đấu bóng đá bãi biển quốc tế và được điều hành bởi Hiệp hội bóng đá Hàn Quốc, cơ quan quản lý bóng đá bãi biển ở Hàn Quốc.

## Đội hình hiện tại
Tính đến ngày 13 tháng 10 năm 2008
Ghi chú: Quốc kỳ chỉ đội tuyển quốc gia được xác định rõ trong điều lệ tư cách FIFA. Các cầu thủ có thể giữ hơn một quốc tịch ngoài FIFA.
| Số | VT | Quốc gia | Cầu thủ        |
| -- | -- | -------- | -------------- |
| 1  | TM | Hàn Quốc | Park Jun-Hyuk  |
| 2  | HV | Hàn Quốc | Lee Ho-Chang   |
| 3  | TV | Hàn Quốc | Yoo Sung-Ryong |
| 5  | HV | Hàn Quốc | Lim Jung-Ha    |
| 6  | HV | Hàn Quốc | Yoon Sin-Young |

| Số | VT | Quốc gia | Cầu thủ                    |
| -- | -- | -------- | -------------------------- |
| 7  | HV | Hàn Quốc | Kang Eun-Seok (đội trưởng) |
| 8  | TV | Hàn Quốc | Lee Han-Soo                |
| 9  | TV | Hàn Quốc | Sin Han-Kook               |
| 10 | TĐ | Hàn Quốc | Choi Kyung-Jin             |
| 11 | TĐ | Hàn Quốc | Shim Jong-Bo               |

- Huấn luyện viên:  Park Mal-Bong
- Trợ lý huấn luyện viên:  Kim Hae-Gook

## Thành tích giải đấu
KFA không quan tâm và đầu tư nhiều cho bóng đá bãi biển,Hàn chỉ giành hạng tư Á vận hội bãi biển năm 2008 khi họ dự.

### Giải vô địch bóng đá bãi biển thế giới
- 1995 – Không tham dự
- 1996 – Không tham dự
- 1997 – Không tham dự
- 1998 – Không tham dự
- 1999 – Không tham dự
- 2000 – Không tham dự
- 2001 – Không tham dự
- 2002 – Không tham dự
- 2003 – Không tham dự
- 2004 – Không tham dự
- 2005 – Không tham dự
- 2006 – Không tham dự
- 2007 – Không tham dự
- 2008 – Không tham dự
- 2009 – Không tham dự
- 2011 – Không tham dự
- 2013 – Không tham dự
- 2015 – Không tham dự
- 2017 – Không tham dự

### Giải vô địch bóng đá bãi biển châu Á
- 2006 – Không tham dự
- 2007 – Không tham dự
- 2008 – Không tham dự
- 2009 – Không tham dự
- 2011 – Không tham dự
- 2013 – Không tham dự
- 2015 – Không tham dự
- 2017 – Không tham dự

### Đại hội thể thao bãi biển châu Á
- 2008 – Hạng tư
- 2010 – Không tham dự
- 2012 – Không tham dự
- 2014 – Không tham dự
- 2016 – Không tham dự